# Strażnica WOP Kujoty

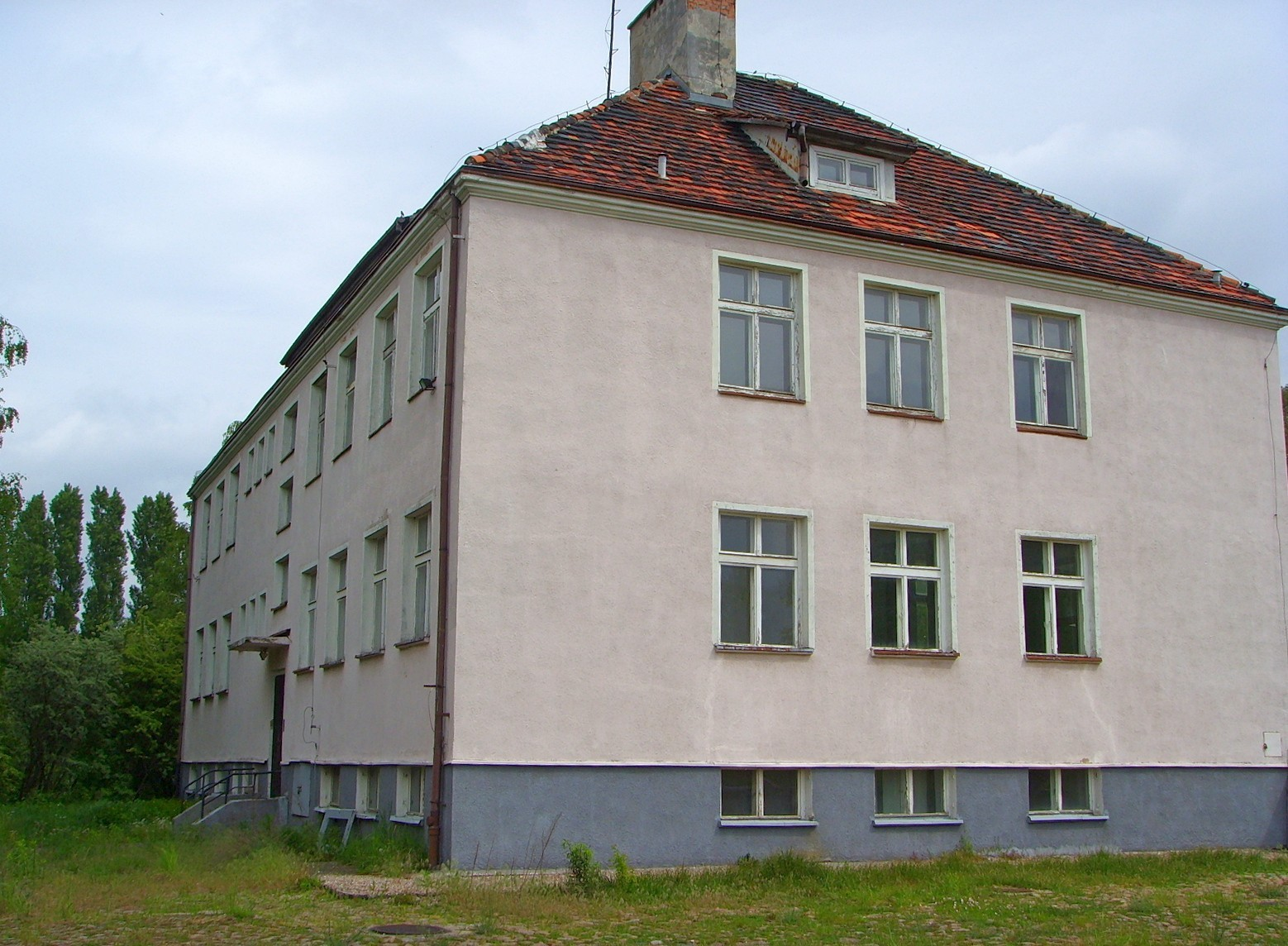
Strażnica „Kujoty” (stan w 2009)

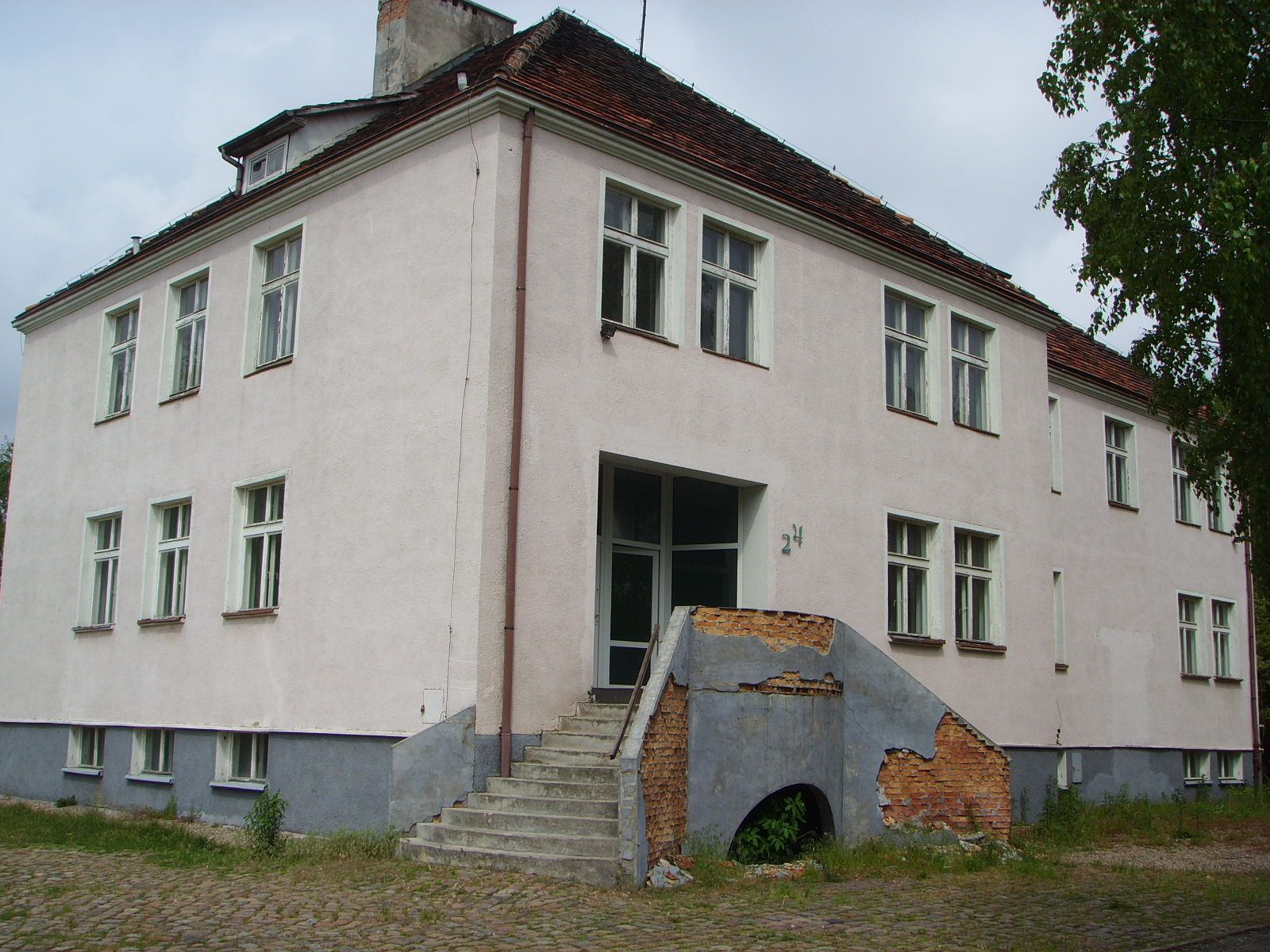
Strażnica „Kujoty” (stan w 2009)

Strażnica WOP Kujoty – podstawowy pododdział graniczny Wojsk Ochrony Pogranicza.

## Formowanie i zmiany organizacyjne
W początkach lat 50 XX w. strażnice portowe nr 4 i 5 stacjonowały przy ul. Kujota w Szczecinie. W 1955 jako strażnice posiadały numery 29 i 30. Obie strażnicę połączono i utworzono kompanię portową nr 2 Kujoty. W 1964 strażnica portowa nr 2 podlegała batalionowi portowemu WOP Szczecin.
22 strażnica WOP Kujoty podlegała w 1968 batalionowi portowemu WOP Szczecin. Zabezpieczała statki bander państw obcych w rejonie przeładunków drobnicowych.

## Dowódcy strażnicy/kompanii
- por Kuliga Henryk (1957- 1958)
- p.o. por. Kazimierz Sporek – 1958
- kpt. Henryk Kuliga (1958- co najmniej do 1964)